# 유스 케이스
유스 케이스(Use case)는 UML(통합 모델링 언어)의 행위자(액터)와 액터가 요구하여 시스템이 수행하는 일의 목표이다.

## 액터(행위자)
액터란 시스템을 사용하는 외부의 존재이며 사람 또는 시스템, 장치가 될 수 있다.

## 유스케이스
사용자가 인식가능한 기능 단위이다.

## 유스케이스 모델링
유스 케이스 다이어그램으로 나타내며 UML 구성요소 중 일부이다.

## 같이 보기
- UML 통합 모델링 언어
- 컴포넌트 기반 소프트웨어 공학 (CBD)